# Quezon, Nueva Vizcaya
Quezon là một đô thị hạng 4 ở tỉnh Nueva Vizcaya, Philippines. Theo điều tra dân số năm 2007, đô thị này có dân số 17.487 người trong 3.358 hộ.

## Barangay
Quezon được chia thành 12 barangay.
- Aurora
- Baresbes
- Buliwao
- Bonifacio
- Calaocan
- Caliat (Pob.)
- Darubba
- Maddiangat
- Nalubbunan
- Runruno
- Maasin
- Dagupan